# Unforgiven (2002)
Unforgiven (2002) — PPV-шоу, производства американского рестлинг-промоушна World Wrestling Entertainment (WWE). Шоу прошло 22 сентября 2002 года в «Стэйплс-центр» в Лос-Анджелес, Калифорния, США.
На шоу прошло восемь матчей по рестлингу. В главном событии от бренда SmackDown! чемпион WWE Брок Леснар сразился с Гробовщиком, чтобы сохранить титул после того, как оба были дисквалифицированы. После матча Гробовщик продолжил атаковать Леснара, бросив его через декорации. В главном событии на канале Raw чемпион мира в тяжелом весе Трипл Эйч победил Роба Ван Дама и сохранил свой титул.

## Результаты
| #                                                                    | Матч | Тип матча                                                  | Время |
| -------------------------------------------------------------------- | --- | ---------------------------------------------------------- | ----- |
| 1H                                                                   | Рей Мистерио победил Чаво Герреро                                                                              | Одиночный матч                                             | 8:58  |
| 2                                                                    | Букер Ти, Бубба Рэй Дадли, Голдаст и Кейн победили «Неамериканцев» (Кристиан, Лэнс Шторм, Тест и Уильям Ригал) | Командный матч восьми человек                              | 9:59  |
| 3                                                                    | Крис Джерико (c) победил Рика Флэра                                                                            | Одиночный матч за титул интерконтинентального чемпиона WWF | 6:16  |
| 4                                                                    | Эдди Герреро победил Эджа                                                                                      | Одиночный матч                                             | 11:55 |
| 5                                                                    | «3-минутное предупреждение» (Джамал и Роузи) (с Рико) победили Билли и Чака                                    | Командный матч                                             | 6:38  |
| 6                                                                    | Трипл Эйч (с) победил Роба Ван Дама                                                                            | Одиночный матч за титул чемпиона мира в тяжёлом весе       | 18:17 |
| 7                                                                    | Триш Стратус победила Молли Холли (c)                                                                          | Одиночный матч за титул чемпиона WWE среди женщин          | 5:46  |
| 8                                                                    | Крис Бенуа победил Курта Энгла                                                                                 | Одиночный матч                                             | 13:55 |
| 9                                                                    | Брок Леснар (с) (с Полом Хейманом) против Гробовщика закончился двойной дисквалификацией                       | Одиночный матч за титул чемпиона WWE                       | 20:27 |
| H — означает матч на Sunday Night Heat (c) — чемпион на начало матча | |                                                            |       |